# Großwiesen (Röhrnbach)

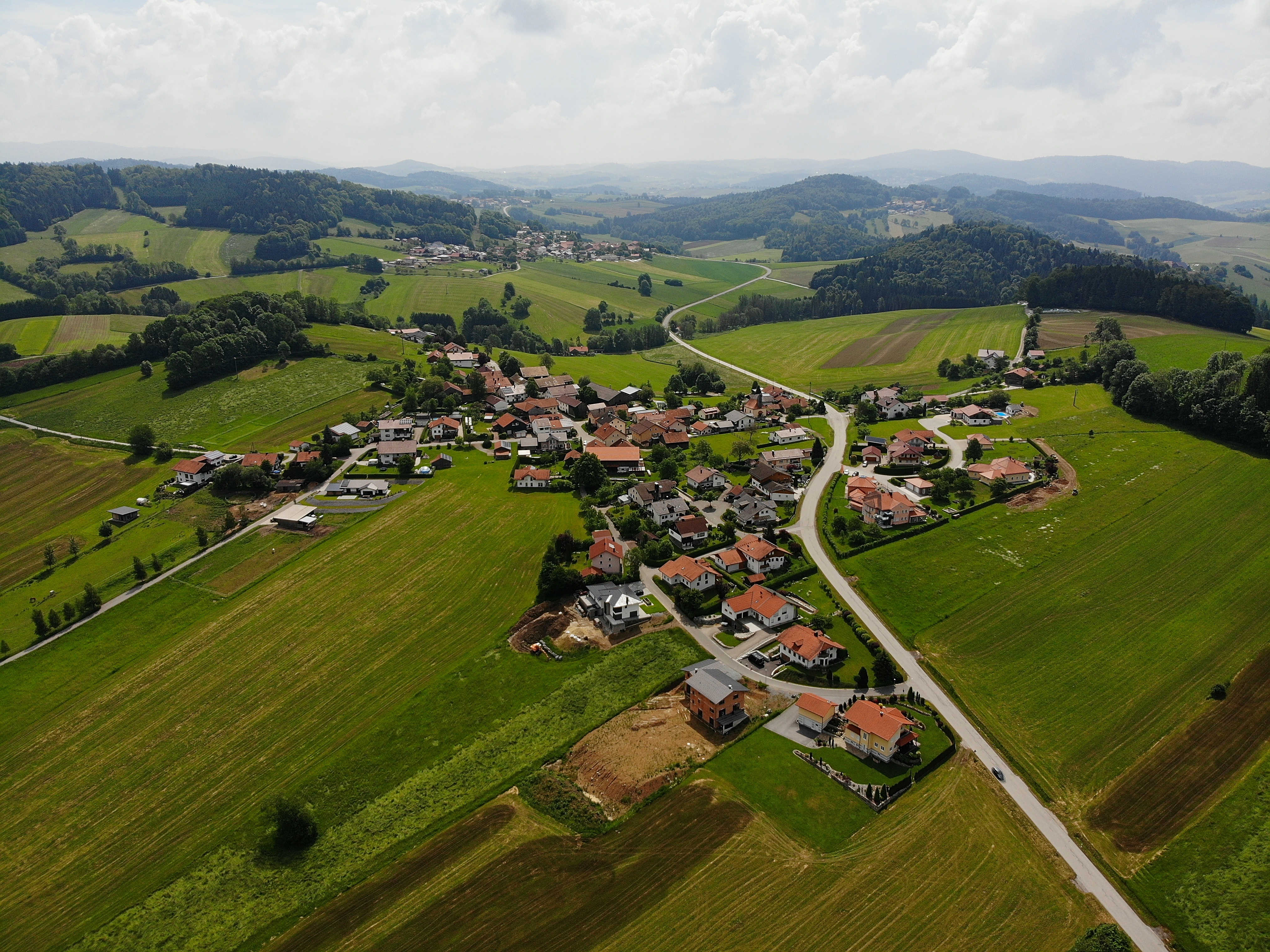
Großwiesen (Röhrnbach) Luftaufnahme (2021)

Großwiesen ist ein Gemeindeteil des Marktes Röhrnbach im Landkreis Freyung-Grafenau. Großwiesen liegt im Abteiland etwa einen Kilometer östlich von Kumreut.

## Geschichte
Der Grundbesitzkomplex des Edelmannssitzes von Großwiesen entstand vermutlich im hohen Mittelalter. Bereits um 1200 wird ein Hademar de Uvisin (Wisin) erwähnt. Etwa 1260 erscheint ein Ulricus de Wisen, dessen Hof in Marchetsreut nicht der Hochvogtei des Passauer Bischofs unterstand. Im 14. Jahrhundert hatten Ulrich des Ploch und seine Brüder und Vettern Lehensbesitz in Wiesen. Ende des 14. Jahrhunderts saß der berüchtigte Raubritter Hans von Wisen hier.
Seit 1526 befand sich die kleine Grundherrschaft im Amt Röhrnbach in den Händen der Stör. Am 8. Juni 1549 wurde Bernhard Stör mit der Hofmark Michelwiesen belehnt. Außer den 12 Gütern in Michel- bzw. Großwiesen gehörten noch einige weitere Häuser in anderen Orten zu seinem Herrschaftsbereich. 1586 wurde Großwiesen als geschlossene weltliche Hofmark geführt, womit auch die in der Hofmark ansässigen Untertanen fremder Gerichtsherrn dem Hofmarksherrn unterstanden.
Nachdem Johann Ferdinand Graf Kuen von Lichtenberg, bayerischer Kämmerer und Pfleger zu Hengersberg, den Störschen Besitz erworben hatte, wurde ihm das hochstiftische Lehen am 23. Mai 1690 mit den damit verbundenen Rechten übertragen. Am 16. April 1694 kaufte von ihm Bischof Johann Philipp Graf von Lamberg den gesamten Besitz, womit auch die Hofmark Großwiesen in das Hochstift Passau überging.
Großwiesen gehörte nach der Auflösung des Hochstifts Passau und der Gemeindebildung im Jahr 1818 zur Gemeinde Harsdorf. Mit Wirkung vom 1. Januar 1970 wurde Großwiesen nach Auflösung der Gemeinde Harsdorf in die Gemeinde Kumreut umgegliedert. Nach deren Auflösung kam Großwiesen am 1. Mai 1978 im Zuge der Gebietsreform zum Markt Röhrnbach.

## Sehenswürdigkeiten
- Die 1817 erbaute Kapelle St. Maria Traum war einst eine Wallfahrtskapelle. Sie enthält volkstümliche Bilder und Figuren sowie ein von Joseph Weidinger geschnitztes Passionskreuz.
- Von der ehemaligen Burg etwa 250 Meter nordöstlich von der Ortsmitte sind geringe Mauerreste erhalten geblieben.